# Вечные вопросы философии
Вечные вопросы философии — общеупотребительное выражение для обозначения вопросов, которые, как считается, всегда сохраняют своё значение и актуальность, постоянно всплывают в философских теориях и истории философии. В разных разделах философии свои вечные вопросы и проблемы. Проблема единства мира, проблема человека, проблема свободы и многие другие «вечные вопросы» получают своё решение в каждую эпоху в соответствии с уровнем достигнутых знаний и культурными особенностями. Ниже приведён список вечных вопросов и нерешённых проблем философии:

## Эпистемология
- «Познаваем ли мир?»
- «Что такое истина?»
- Проблема Геттиера
- Проблема критерия[англ.]
- Проблема индукции
- Задача Молинью
- Трилемма Мюнхгаузена

## Этика
- Проблема критериев добра и зла, добродетели и пороков
- Проблема смысла жизни и назначения человека
- Проблема свободы воли
- Проблема должного, его совмещение с естественным желанием счастья
- Проблема моральной удачи[англ.]

## Философия языка
- Связь языка и мышления
- Гипотеза лингвистической относительности

## Философия религии
- «Существует ли Бог?»

## Философия математики
- «Что такое число?» (множество, группа, точка и т. д.)
- «Какова природа математических объектов?»

## Метафизика
- Почему есть что-то, а не ничего?
- Если все составные части исходного объекта были заменены, остаётся ли объект тем же объектом?

## Философия сознания
- Проблема определения отношений между человеческим телом и человеческим разумом
- Трудная проблема сознания
- Квалиа
- Что значит быть летучей мышью?

## Философия науки
- Проблема индукции
- Проблема демаркации
- Проблема реализма

## Метафилософия
- «Есть ли прогресс в философии?»
- «Что такое философия?»